# أوليفر ه الأمير
أوليفر ه الأمير (بالإنجليزية: Oliver H. Prince)‏ (و. 1787 – 1837 م) هو سياسي، ومحام من الولايات المتحدة الأمريكية ولد في مونتفيل.
تولى منصب عضو مجلس الشيوخ الأمريكي .وهو عضو في الحزب الديمقراطي الأمريكي .